# متحف بروناي
متحف بروناي هو المتحف الرسمي أو المتحف الوطني لمملكة بروناي. و يقع في العاصمة بندر سري بكاوان.

## وصلات خارجية
- متحف بروناي